# ديانا دوبسون
ديانا دوبسون هي رواية نسوية ومسرحية لسيسلي هاملتون هذه المسرحية اعتبرت مسرحية كوميدية رومانسية ترجمت إلى 4 أقسام. أضيقت هذه المسرحية إلى المسرح االنسوي لانها تنتقد العديد من القضايا الاجتماعية المعاصرة مثل التشرد والجنس المزدوج وطبيعة الزواج.

## مضمون المسرحية
ديانا عاملة بأجر منخفض في متجر إدواردي متعدد الأقسام («دوبسون») في كلافام يُقام الفصل الأول في مهجع العمال الضئيل، حيث تستعد فتيات المتجر للنوم أثناء مناقشة ظروف عملهن القاسية. تكتشف ديانا أنها ورثت بشكل غير متوقع 300 جنيه إسترليني من قريب بعيد، قررت أن تنفقه في إجازة
يحدث الفصلان الثاني والثالث في منتجع جبلي في سويسرا. تتظاهر ديانا بأنها أرملة ثرية، وتجد نفسها يلاحقها اثنان من السائحين الآخرين: السيد جابيز جرينلي، صاحب سلسلة متاجر ثري؛ وفيكتور بريثرتون، حارس سابق معدم (على الرغم من امتلاكه لدخل خاص مريح للغاية بقيمة 600 جنيه إسترليني في السنة) برفقة عمته رفضت عرض الزواج من السير جابيز. عندما يقترح فيكتور، تكشف الحقيقة حول ظروفها المالية من أجل منحه فرصة لإعادة النظر في اقتراحه. تتهمها فيكتور بأنها «امراة» سيئة السمعة، وعندها ترد بسخط على أنها في سعيها للزواج من امرأة غنية بدلاً من العمل فعليًا لإعالة نفسه، فهو في الواقع سيئ السمعة. يبدأ الفصل الرابع في صباح أحد أيام تشرين الثاني (نوفمبر) على نهر التايمز. فيكتور ينام في قاع على مقعد. يتعرف على أحد أفراد الشرطة باعتباره أحد معارفه القدامى، ويكشف عن سبب عيشه في مثل هذه الظروف الأليمة: بسبب انتقادات ديانا، كان يحاول منذ شهور أن يكسب رزقه من خلال العمل اليدوي. في صدفة محظوظة، وصلت ديانا أيضًا إلى مكان الحادث. وهي الآن بلا مأوى و«نصف جائعة» بعد أن فقدت وظيفتها بسبب المرض. يتعرف الزوجان على بعضهما البعض ويتحدثان. يقترح فيكتور مرة أخرى، وتقبل ديانا في النهاية. جلسوا سويًا على المقعد، يحتفلون بخطوبتهما بوجبة إفطار من القهوة والخبز والزبدة، اشتراها الشرطي بقرض شلن.
افتتحت المسرحية في مسرح كينجسواي في لندن، يوم الأربعاء 12 فبراير 1908، مع لينا اشول في دور البطولة. أثبت أنه نجاح شعبي وتجاري، وشمل 143 عرضًا في كينجسواي. تم إحياء ديانا من دوبسون في مسرح أورانج تري في ريتشموند في عام 2007، مع طاقم الممثلين بما في ذلك إدوارد بينيت.